# 莫海涛
莫海涛（1961年—），男，汉族，海南琼海人，中华人民共和国政治人物。现任琼海海桂教育实业有限公司董事长。第十四届全国政协委员。